# آناستازیا کیرپیچنیکووا
آناستازیا کیرپیچنیکووا (انگلیسی: Anastasiya Kirpichnikova؛ زادهٔ ۲۴ ژوئن ۲۰۰۰) شناگر زن اهل روسیه-فرانسه است.
وی در مسابقات کشوری و بین‌المللی در مجموع برندهٔ ۴ مدال طلا، ۵ مدال نقره، ۲ مدال برنز شده است.